# Olle Berlin
Olle Berlin, född 1932 död 2021, är en svensk målare och grafiker
Berlin debuterade som konstnär 1959 och har sedan dess varit mycket aktiv. Han har haft flera separatutställningar och medverkat i samlingsutställningar i Stockholm, Malmö, Landskrona och Kalmar. Under 1980-talet arbetade han mycket med inträngande skildringar från vårdinrättningar. Han gjorde också en serie med författarporträtt. Efter att ha arbetat med grafik har han sedan mitten på 1990-talet koncentrerat sig på måleri. Han tilldelades Malmö sparbanks stipendium för konstnärer 1966 och Ellen Trotzigs stipendium 1968. Berlin är representerad vid Kalmar konstmuseum, Malmö museum, Malmö kommun, Statens samlingar och Malmöhus läns landsting.